# Medaglia George Sarton
La Medaglia George Sarton (in inglese: George Sarton Medal) è il più importante conferimento della History of Science Society statunitense, istituito nel 1955 e da allora conferito annualmente con due sole eccezioni nel 1964 e nel 1967.

## Descrizione
Il premio è assegnato a uno storico della scienza appartenente alla comunità internazionale, che si sia distinto per una "vita di risultati accademici" nel campo.
La medaglia fu progettata da Bern Dibner (ingegnere elettrico) e intitolata allo storico della scienza George Sarton, fondatore della rivista Isis. Un premio omonimo è conferito annualmente anche dall'Università di Gand, città natale di Sarton.

## Vincitori
Si riporta di seguito l'elenco completo dei vincitori, a partire dalla prima edizione annuale del 1955:
- 1955 - George Sarton
- 1956 - Charles e Dorothea Waley Singer
- 1957 - Lynn Thorndike
- 1958 - John F. Fulton
- 1959 - Richard Shryock
- 1960 - Owsei Temkin
- 1961 - Alexandre Koyré
- 1962 - Eduard Jan Dijksterhuis
- 1963 - Vassili Zoubov
- 1964 - non conferito
- 1965 - J. R. Partington
- 1966 - Anneliese Maier
- 1967 - non conferito
- 1968 - Joseph Needham
- 1969 - Kurt Vogel
- 1970 - Walter Pagel
- 1971 - Willy Hartner
- 1972 - Kiyosi Yabuuti
- 1973 - Henry Guerlac
- 1974 - I. Bernard Cohen
- 1975 - René Taton
- 1976 - Bern Dibner
- 1977 - Derek T. Whiteside
- 1978 - A.P. Youschkevitch
- 1979 - Maria Luisa Righini Bonelli
- 1980 - Marshall Clagett
- 1981 - A. Rupert Hall e Marie Boas Hall
- 1982 - Thomas S. Kuhn
- 1983 - Georges Canguilhem
- 1984 - Charles Coulston Gillispie
- 1985 - Paolo Rossi Monti, Richard S. Westfall
- 1986 - Ernst Mayr
- 1987 - G.E.R. Lloyd
- 1988 - Stillman Drake
- 1989 - Gerald Holton
- 1990 - A. Hunter Dupree
- 1991 - Mirko D. Grmek
- 1992 - Edward Grant
- 1993 - John L. Heilbron
- 1994 - Allen G. Debus
- 1995 - Charles Rosenberg
- 1996 - Loren Graham
- 1997 - Betty Jo Teeter Dobbs
- 1998 - Thomas L. Hankins
- 1999 - David C. Lindberg
- 2000 - Frederic L. Holmes
- 2001 - Daniel J. Kevles
- 2002 - John C. Greene
- 2003 - Nancy Siraisi
- 2004 - Robert E. Kohler
- 2005 - A. I. Sabra
- 2006 - Mary Jo Nye
- 2007 - Martin J. S. Rudwick
- 2008 - Ronald L. Numbers
- 2009 - John E. Murdoch
- 2010 - Michael McVaugh
- 2011 - Robert J. Richards
- 2012 - Lorraine Daston
- 2013 - Simon Schaffer
- 2014 - Steven Shapin
- 2015 - Robert Fox
- 2016 - Katharine Park
- 2017 - Garland E. Allen
- 2018 - Sally Gregory Kohlstedt
- 2019 - Matthew Norton Wise
- 2020 - Jim Bennett
- 2021 - Bernadette Bensaude-Vincent
- 2022 - Margaret W. Rossiter